# Station Grzymysław
Station Śrem Odlewnia is een spoorwegstation in de Poolse plaats Grzymysław.